# Valère Edmond Buysse
Valère Edmond Buysse (Velzeke, 20 september 1870 - 18 januari 1943) was gedurende 39 jaar burgemeester van de Belgische gemeente Velzeke-Ruddershove, thans een deelgemeente van de stad Zottegem.
Na de Eerste Wereldoorlog werd hij gedecoreerd met het Erekruis voor nationale erkentelijkheid.